# Druhá vláda Petera Colotky
Druhá vláda Petera Colotky působila na Slovensku od 8. prosince 1971 do 4. listopadu 1976. Jednalo se o vládu Slovenské socialistické republiky v rámci ČSSR.
Předsedou vlády byl Peter Colotka.

## Složení vlády
- předseda vlády: Peter Colotka
- místopředseda vlády:
  - Július Hanus
  - Herbert Ďurkovič (do 11. prosince 1972)
  - Karol Martinka (od 11. prosince 1972)
  - Václav Vačok (od 11. prosince 1972 do 15. září 1976)
  - Ján Gregor (od 15. září 1976)
- ministr financí: František Mišeje
- ministr průmyslu: Alojz Kusalík
- ministr zemědělství a výživy: Ján Janovic
- ministr výstavby a techniky:
  - Juraj Buša (do 16. července 1976)
  - Július Hanus (od 16. července do 15. září 1976 dočasně pověřený)
  - Václav Vačok (do 15. září 1976)
- ministr práce a sociálních věcí: Dezider Kroscány
- ministr vnitra:
  - Egyd Pepich (do 11. července 1973)
- Štefan Lazar (pd 11. července 1973)
- ministr obchodu: Dezider Goga
- ministr stavebnictví:
  - Július Hanus (do 20. dubna 1972 dočasně pověřený)
  - Ján Bróska (od 20. dubna 1972)
- ministr lesního a vodního hospodářství: František Hagara
- ministr zdravotnictví: Emil Matejiček
- ministr školství:
  - Štefan Chochol (do 16. července 1976)
  - Juraj Buša (do 16. července 1976)
- ministr kultury: Miroslav Válek
- ministr spravedlnosti: Pavol Király
- předseda Výboru lidové kontroly: Ján Paško
- předseda Slovenské plánovací komise:
  - Herbert Ďurkovič (do 11. prosince 1972)
  - Karol Martinka (od 11. prosince 1972)